# Аокигахара
Аокигахара (яп. 青木ヶ原, «Равнина синих деревьев»), также известная как Дзюкай (яп. 樹海, «Море деревьев») — лес к северо-западу от подножья горы Фудзи на японском острове Хонсю. Печально известна случаями множественных самоубийств среди подростков.
Общая площадь около 35 км². Рельеф включает множество скалистых пещер, а особенности расположения, в частности густота леса и низина, обеспечивают «оглушающую» тишину. Также утверждается, что под землёй в районе леса находятся обширные залежи железной руды. Этим, по-видимому, объясняется тот факт, что в Аокигахаре не функционируют компасы. Земля, на которой располагается лес, представляет собой вулканическую породу, достаточно плотную и не поддающуюся обработке ручными инструментами, например, мотыгами и лопатами.
Аокигахара считается молодым лесом, поскольку он образовался примерно 1200 лет назад. Последнее крупное извержение вулкана Фудзи произошло в 1707 году и по какой-то причине не покрыло лавой один из склонов площадью около 3000 гектаров. Позднее этот участок зарос плотным лесом из самшита, сосен и других хвойных. Деревья стоят практически сплошной стеной. Фауна Аокигахары включает лисиц, змей и собак.
Аокигахара является национальным парком, по которому проложено несколько туристических маршрутов, включающих подъём на Фудзи по северному склону, а также походы по красивейшему лесному массиву. Поскольку лес находится недалеко от Токио и предлагает множество способов провести время на свежем воздухе, Аокигахара является популярным местом для проведения пикников и прогулок на выходные. Среди достопримечательностей парка «Ледяная пещера» (яп. 氷穴 хё:кэцу) и «Ветряная пещера» (яп. 風穴 фу:кэцу / кадзэана).

## История
Аокигахара печально известен как Лес самоубийц. Изначально он ассоциировался с японской мифологией. Легенды об этом месте известны японцам со Средневековья, а в XIX веке бедные семьи привозили и оставляли здесь умирать стариков и детей, которых не могли прокормить.
Традиционно суеверные японцы верят в сверхъестественные силы, живущие в лесах, в демонов и призраков, которые обитают среди деревьев Аокигахары.

## Самоубийства
Аокигахара популярна среди самоубийц Токио и окрестностей и считается вторым (после моста Золотые ворота в Сан-Франциско) по популярности местом в мире для сведения счётов с жизнью. Ежегодно в лесу находят от 70 до 100 тел. Официально полиция начала заниматься поиском с 1970 года, и количество обнаруженных трупов растёт год от года. В 2002 году было найдено 78 останков. Среди способов лидируют повешение и отравление медицинскими препаратами. По свидетельствам очевидцев, уже в нескольких десятках шагов от тропинки можно найти вещи, сумки, бутылки и упаковки таблеток.

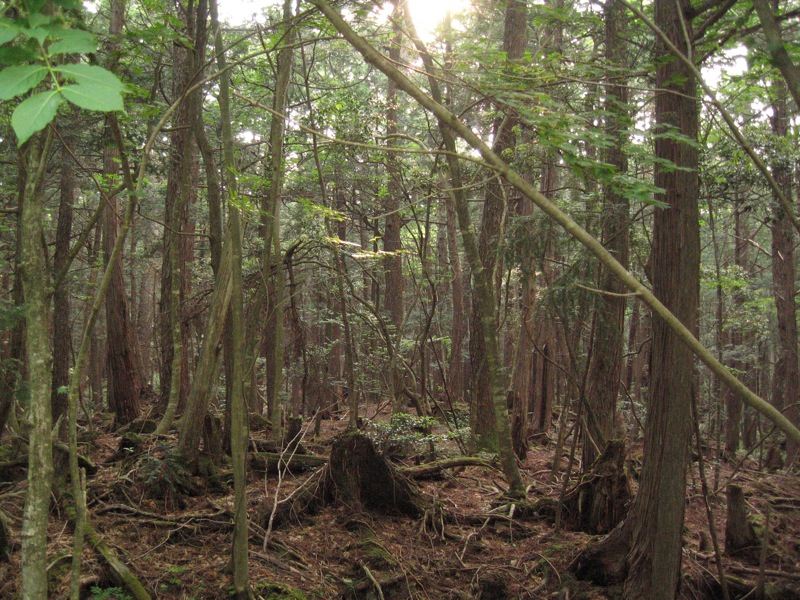
Заросли Аокигахары

Обязанности по поиску, эвакуации и захоронению тел возложены на официальные власти трёх ближайших деревень: Нарусава, Асивада (в настоящее время город Фудзикавагутико) и Камикуисики (в настоящее время город Кофу). На эти цели выделяются средства в размере пяти миллионов йен ежегодно. Специально отведённые помещения переполнены найденными телами. По данным 2000 года, в Камикуисики хранилось 119 тел, в Асиваде — 52, в Нарусаве — 60.
При входе в лес установлен плакат:
Ваша жизнь является бесценным даром от ваших родителей.

Подумайте о них и о вашей семье.

Вы не должны страдать в одиночку.

Позвоните нам

22-0110
В целях предотвращения новых самоубийств местные власти устанавливают таблички с обращениями и телефоном доверия, видеокамеры вдоль дороги и ведущих в лес тропинок. В местных магазинах не продаются средства (таблетки, веревки), которые могут быть использованы для сведения счётов с жизнью. Сотрудники магазинов, находящихся вблизи от дорог, ведущих в Аокигахару, безошибочно узнают туристов, прибывших с целью самоубийства:

…Они некоторое время слоняются неподалёку перед тем, как пойти по тропинке, а ещё они стараются ни с кем не встречаться глазами.
Оригинальный текст (англ.)They wander around for a while before starting down the trail and are careful not to make eye contact with anyone— Кадзуаки Амано,
кассир торгового центра «Lava Cave»
О подозрительных случаях немедленно сообщается в полицию. Регулярное патрулирование леса и окрестных дорог полицейскими и добровольцами также помогает предотвратить возможные самоубийства. Особенно бросаются в глаза мужчины, блуждающие по тропинкам в офисной одежде; при обнаружении они почти всегда забираются в полицию.
Раз в год лес подвергается тщательному осмотру большой группой добровольцев (около 300 человек) и полиции. Проверяемые участки леса огораживаются специальной лентой, которая затем остаётся на месте.
Рекомендуется не отклоняться от официальных маршрутов и тропинок, поскольку в лесу легко потеряться.

## В культуре
В 1960 году в Японии вышла книга Сэйтё Мацумото «Пагода волн» (яп. 波の塔 Нами но то:), рассказывающая о призраке женщины, некогда покончившей с собой в Аокигахаре.
Самым известным произведением о феномене Аокигахары является опубликованный в 1993 году бестселлер «Полное руководство по самоубийству» Ватару Цуруми. Автор характеризует Аокигахару как «прекрасное место, чтобы умереть».
В 2014 году вышла книга Джереми Бейтса «Лес самоубийц» о семи людях, которые решили отправиться в лес и провести там ночь.
В японском фильме ужасов 1977 года «Легенда о динозавре» первой свидетельницей воскрешения чудовищ становится девушка, приехавшая в Аокигахару с целью совершить самоубийство.
В вышедшем в 2005 году фильме «Море деревьев» (яп. 樹の海 Ки но Уми) режиссёр Томоюки Такимото рассказывает историю четырёх человек, решивших убить себя в Аокигахаре.
В 2015 году вышел ремейк «Море деревьев» (англ. The Sea of Trees), в котором режиссёр Гас Ван Сент рассказывает историю американца, решившего покончить с жизнью в этом лесу, но неожиданно встречающего заблудившегося японца. 
В 2016 году вышел американский фильм ужасов «Лес призраков», рассказывающий о девушке, которая отправляется в лес на поиски сестры-близнеца.